# 拉法葉鎮區 (伊利諾伊州科爾斯)
拉法葉鎮區（英語：Lafayette Township）是位於美國伊利諾伊州科爾斯縣的一個行政鎮區。

## 地方資料
根據2010年美國人口普查的數據，拉法葉鎮區的面積為93.90平方千米，當中陸地面積為93.70平方千米，而水域面積為0.20平方千米。當地共有人口4715人，而人口密度為每平方千米50.21人。